# Lacrim
Lacrim, pseudonimo di Karim Zenoud (Parigi, 19 aprile 1985), è un rapper francese di origini algerine.

## Biografia
Cresce nella cité Anatole-France, nel comune di Chevilly-Larue, vicino a Parigi. Vive un'adolescenza travagliata e all'alba dei vent'anni ne ha già trascorsi diversi tra riformatorio e carcere.
Nel 2009 si trasferisce a Marsiglia e decide di intraprendere la carriera musicale. Tra 2010 e 2013 pubblica vari lavori con cui ottiene ottima visibilità, collaborando anche con alcuni esponenti importanti dell'underground francese quali Keny Arkana, Le Rat Luciano, Mister You, Alonzo e Rim'K. Nel 2012 viene condannato a 4 anni per una rapina fatta alcuni anni prima, di cui 2 da scontare in carcere.
Nel 2013 arriva il contratto discografico con Def Jam France. Uscito dal carcere, pubblica il primo disco ufficiale il 1º settembre 2014 con il titolo Corleone. L'album ha collaborazioni importanti come quelle con i rapper americani French Montana e Lil Durk e raggiunge il platino.
Nel 2015 Lacrim ha altri guai giudiziari: viene condannato perché coinvolto in un giro di armi e droga, infatti dei fucili d'assalto utilizzati in uno dei suoi video (Viens je t'emmène) vengono ritrovati nel deposito di una banda di trafficanti di Marsiglia. Lacrim si sottrae alla giustizia per alcuni mesi, nascondendosi in Marocco e in Spagna, prima di consegnarsi alla polizia e tornare in carcere. Nel frattempo però riesce comunque a portare avanti la propria produzione discografica, pubblicando i mixtape R.I.P.R.O. vol. 1 (in cui c'è un featuring con i Migos, nel singolo Money) e R.I.P.R.O. vol. 2 e raggiungendo il disco di platino con entrambi. Queste vicende lo rendono un beniamino del pubblico francese e nel 2016 sui social network impazza l'hastag #FreeLacrim (cioè lo slogan "Lacrim libero").
Il 28 novembre 2016 Lacrim esce di prigione, a gennaio 2017 annuncia la nascita della sua etichetta "Plata O Plomo" (citazione della celebre espressione del narcotrafficante colombiano Pablo Escobar) e il 31 marzo pubblica il suo secondo disco solista, sotto etichetta Plata O Plomo/Def Jam France, dal titolo Force & honneur. Il disco è anticipato dall'omonima web-serie pubblicata su YouTube, in cui Lacrim interpreta se stesso accompagnato da un cast con alcuni degli attori francesi più famosi nel genere gangster. L'album vede alcune collaborazioni importanti come quelle di Booba ed SCH ed è presente anche una traccia con il rapper milanese Ghali dal titolo "Tristi", prodotta da Charlie Charles. Inoltre vi è anche un brano dal titolo "Dolce Vita" che è un remix di "Figli di Papà", canzone di Sfera Ebbasta (sempre prodotta da Charlie Charles, che cura il beat anche di "Mytone pas"). Ad aprile 2017, l'album viene certificato disco di platino e ad agosto doppio disco di platino.  Il 17 novembre 2017 viene pubblicato il mixtape R.I.P.R.O. vol. 3.
A gennaio 2018 lancia la seconda stagione della sua web serie Force et Honneur, composta da 4 episodi e pubblicata sul suo canale YouTube e sulla piattaforma Studio+.
Nel 2019 pubblica l'album intitolato Lacrim, anticipato dal singolo Bloody realizzato in collaborazione con il rapper statunitense 6ix9ine. Nel disco sono presenti altri ospiti come Snoop Dogg e Rick Ross.
Il 16 ottobre 2020, viene pubblicato il quarto capitolo della saga di mixtape R.I.P.R.O. Nella traccia "Dracula" è presente una collaborazione con Sfera Ebbasta.

## Caratteristiche
Il rap di Lacrim è caratterizzato da una voce rauca e da uno stile aggressivo, con sonorità trap, a cui alterna anche produzioni più "dolci" e melodiche grazie all'uso di autotune. Le tematiche di cui tratta sono spesso ispirate al gangsta rap, incentrate su traffico di droga, vita di strada e celebrazione del lusso come simbolo di riscatto. Lacrim trae molta ispirazione anche da film e telefilm di mafia come Il Padrino, I Soprano, Gomorra, Narcos o la serie francese Mafiosa.

## Discografia

### Album in studio
- 2014 – Corleone
- 2017 – Force & honneur
- 2019 – Lacrim
- 2021 – Persona non grata
- 2024 – Veni vidi vici

### Mixtape
- 2010 – Liberté provisoire
- 2012 – Tojour la meme
- 2012 – Faites entrer Lacrim
- 2015 – R.I.P.R.O. vol. 1
- 2015 – R.I.P.R.O. vol. 2
- 2017 – R.I.P.R.O. vol. 3
- 2020 – R.I.P.R.O. vol. 4
- 2025 – R.I.P.R.O.

### EP
- 2013 – Né pour mourir
- 2023 – Sale époque
- 2023 – En attendant Corleone

### Singoli
- 2013 – D'où je viens
- 2013 – On va tout perdre (feat. Mister You)
- 2014 – Ma glock te mettra à genoux
- 2014 – Tout le monde veut des lovès
- 2014 – Pocket Coffee
- 2014 – A.W.A. (feat. French Montana)
- 2015 – Y a R
- 2015 – Carte de la vieillesse
- 2015 – Billets en l'air
- 2015 – Voyous (feat. Gradur)
- 2015 – Gustavo Gaviria
- 2015 – Poutine
- 2015 – Brasse aux max
- 2015 – J'ai mal
- 2015 – Marabout
- 2017 – Colonel Carrillo
- 2017 – Oh Bha Oui (feat. Booba)
- 2017 – Judy Moncada
- 2017 – Tous les mêmes
- 2018 – Noche (feat. Damso)
- 2018 – Freestyle Act 6
- 2018 – Jon Snow
- 2019 – Solo
- 2019 – Bloody (feat. 6ix9ine)
- 2019 – J-Lo (con AriBeatz e Nimo)
- 2020 – Allez nique ta mère (con Soso Maness)
- 2020 – Jacques Chirac
- 2020 – Végéta
- 2021 – L'immortale
- 2021 – Kanun
- 2021 – Senor de los gallos (con Werenoi)
- 2022 – Amsterdam (con Dosseh)
- 2023 – Bang bang bang (con Kofs)
- 2023 – Gogeta (con Mister You)
- 2023 – Tesla (feat. DaChoyce)
- 2023 – Florent Pagny
- 2024 – 7 vies (feat. Sofiane Pamart)
- 2024 – Colisée (feat. SDM)
- 2024 – Tamouls (feat. Libo)
- 2024 – Real Madrid
- 2024 – San Diego (con Nahir)
- 2024 – Lamine Yamal (con Miami Yacine)
- 2024 – Ivar
- 2025 – Wow
- 2025 – Booska Che Guevara
- 2025 – Cherngtalay
- 2025 – Act 7
- 2025 – A ti